# عبدالله شلال
عبدالله شلال (انگلیسی: Abdulla Shallal؛ زادهٔ ۳۱ ژانویهٔ ۱۹۹۳) بازیکن فوتبال اهل بحرین است.
از باشگاه‌هایی که در آن بازی کرده است می‌توان به باشگاه ورزشی الرفاع اشاره کرد.
وی همچنین در تیم ملی فوتبال بحرین بازی کرده است.